# Драфт ВНБА 2016 года
Драфт ВНБА 2016 года прошёл 14 апреля, в четверг, в спортивно-развлекательном комплексе Мохеган Сан Арена в городе Анкасвилл, штат Коннектикут. К участию в драфте были допущены игроки после окончания колледжа и игроки-иностранцы. Лотерея драфта состоялась 24 сентября 2015 года, по результатам которой право выбора под первым номером получила команда «Сиэтл Шторм», который она использовала на 21-летнюю Брианну Стюарт, форварда из университета Коннектикута. Первый раунд драфта транслировался на спортивном канале ESPN2 (в формате HD) в 7 часов вечера по Североамериканскому восточному времени (EDT), в то же время как второй и третий раунды были показаны на канале ESPNU на час позднее.
Всего же в отчётном драфте было выбрано 36 баскетболисток, из них 29 из США, 3 из Канады (Джейми Вайснер, Рут Хэмблин и Найра Филдс) и по одной с Багамских Островов (Джонквел Джонс), из Кении (Адут Булгак), Бельгии (Жюли Альмо) и Великобритании (Теми Фагбенле). Помимо того впервые в истории драфтов под первыми тремя номерами были выбраны представители одного университета, что раньше не происходило ни в одном из других видов спорта. Джейми Вайснер родилась и выросла в США, однако по праву рождения (через своего отца) является гражданином Канады, которую представляла на международном уровне, как юниорском, так и молодёжном.

## Легенда к драфту
|  | Выделены игроки, выбранные в Баскетбольный зал славы                      |
|  | Выделены участники Матча всех звёзд ВНБА и игроки сборной всех звёзд ВНБА |
|  | Выделены участники Матча всех звёзд ВНБА                                  |
|  | Выделены игроки сборной всех звёзд ВНБА                                   |
|  | Выделены игроки, не игравшие в ВНБА                                       |

## Лотерея драфта
Лотерея драфта была проведена 24 сентября 2015 года, чтобы определить порядок выбора первой четвёрки команд предстоящего драфта, в штаб-квартире канала ESPN в Бристоле (штат Коннектикут), которая транслировалась на спортивном кабельном канале ESPN2 в перерыве первого матча финала Западной конференции между командами «Миннесота Линкс» и «Финикс Меркури». Команда «Сиэтл Шторм» выиграла в ней право выбирать первой, в то время как «Сан-Антонио Старз» и «Коннектикут Сан» были удостоены второго и третьего выбора соответственно. Оставшиеся выборы первого раунда, а также все выборы второго и третьего раундов осуществлялись командами в обратном порядке их итогового положения в регулярном чемпионате прошлого сезона.
В данной таблице показаны шансы четырёх худших команд прошлого сезона, не попавших в плей-офф, которые боролись за шанс получить первый номер выбора на лотерее предстоящего драфта, округлённые до трёх знаков после запятой:
| Худшие команды прошлого сезона                                                             | Баланс побед и поражений четырёх худших команд прошлого сезона (двух последних сезонов) | Шансы на выигрыш первого номера драфта | Номер выбора на драфте | Номер выбора на драфте | Номер выбора на драфте | Номер выбора на драфте |
| Худшие команды прошлого сезона                                                             | Баланс побед и поражений четырёх худших команд прошлого сезона (двух последних сезонов) | Шансы на выигрыш первого номера драфта | 1-й                    | 2-й                    | 3-й                    | 4-й                    |
| ------------------------------------------------------------------------------------------ | --------------------------------------------------------------------------------------- | -------------------------------------- | ---------------------- | ---------------------- | ---------------------- | ---------------------- |
| Сиэтл Шторм                                                                                | 10–24 (22–46)                                                                           | 442                                    | 0,442                  | 0,316                  | 0,181                  | 0,062                  |
| Сан-Антонио Старз                                                                          | 8–26 (24–44)                                                                            | 276                                    | 0,276                  | 0,310                  | 0,270                  | 0,144                  |
| Коннектикут Сан                                                                            | 15–19 (28–40)                                                                           | 178                                    | 0,178                  | 0,230                  | 0,317                  | 0,275                  |
| Атланта Дрим                                                                               | 15–19 (34–34)                                                                           | 104                                    | 0,104                  | 0,145                  | 0,232                  | 0,520                  |
| Примечание: Закрашенные сегменты таблицы обозначают фактические результаты лотереи драфта. |                                                                                         |                                        |                        |                        |                        |                        |

## Приглашённые игроки
13 апреля 2016 года на официальном сайте ВНБА был опубликован список из двенадцати игроков, специально приглашённых для участия в этом драфте:
| - Рейчел Бэнем (Миннесота) - Имани Бойетт (Техас) - Кали Коппер (Ратгерс) - Морайя Джефферсон (Коннектикут) | - Джонквел Джонс (Джордж Вашингтон) - Тиффани Митчелл (Южная Каролина) - Эриал Пауэрс (Мичиган Стэйт) - Брианна Стюарт (Коннектикут) | - Морган Так (Коннектикут) - Кортни Уокер (Техас A&M) - Талия Уолтон (Вашингтон) - Кортни Уильямс (Южная Флорида). |

## Сделки
- 13 мая 2015 года клуб «Коннектикут Сан» получил право выбора под 23-м номером драфта от «Миннесота Линкс» в результате обмена Эйшы Джонс на выбор во 2-м раунде драфта 2016 года[6].
- 5 июля 2015 года команда «Атланта Дрим» получила право выбора под 13-м номером драфта от «Сан-Антонио Старз» в результате сделки по продаже Саманты Лоджик[7].
- 20 июля 2015 года состоялась двухсторонняя сделка между клубами «Сиэтл Шторм» и «Миннесота Линкс», по итогам которой «Сиэтл» обменял Рене Монтгомери на Монику Райт, а также право выбора под 14-м номером драфта в «Миннесоту»[8].
- 27 июля 2015 года состоялась трёхсторонняя сделка между командами «Атланта Дрим», «Миннесота Линкс» и «Чикаго Скай», в результате которой:
  - «Чикаго Скай» продала Сильвию Фаулз в «Миннесота Линкс» плюс выбор во 2-м раунде драфта 2016 года.
  - «Миннесота Линкс» продала Дамирис Дантас и Решанду Грей в «Атланта Дрим» плюс выбор в 1-м раунде драфта 2016 года.
  - «Атланта Дрим» продала Эрику де Соузу в «Чикаго Скай»[9].
- 3 февраля 2016 года команда «Коннектикут Сан» получила право выбора под 4-м номером драфта от «Атланта Дрим» в результате сделки по продаже Элизабет Уильямс[10].
- 2 марта 2016 года клуб «Даллас Уингз» получил право выбора под 5-м номером драфта от команды «Лос-Анджелес Спаркс» в результате сделки по обмену Рикуны Уильямс на Эрин Филлипс, последняя в свою очередь получила право выбора под 6-м номером драфта, а также выбор в 1-м раунде драфта 2017 года[11].

## Первый раунд
| Выбор | Игрок             | Позиция            | Гражданство       | Команда драфта                                        | Университет/ Бывшая команда    |
| ----- | ----------------- | ------------------ | ----------------- | ----------------------------------------------------- | ------------------------------ |
| 1     | Брианна Стюарт    | Форвард            | США               | Сиэтл Шторм                                           | Университет Коннектикута       |
| 2     | Морайя Джефферсон | Защитник           | США               | Сан-Антонио Старз                                     | Университет Коннектикута       |
| 3     | Морган Так        | Форвард            | США               | Коннектикут Сан                                       | Университет Коннектикута       |
| 4     | Рейчел Бэнем      | Защитник           | США               | Коннектикут Сан (право выбора от Атланта Дрим)        | Университет Миннесоты          |
| 5     | Эриал Пауэрс      | Форвард            | США               | Даллас Уингз (право выбора от Лос-Анджелес Спаркс)    | Университет штата Мичиган      |
| 6     | Джонквел Джонс    | Форвард            | Багамские Острова | Коннектикут Сан (право выбора от Лос-Анджелес Спаркс) | Университет Джорджа Вашингтона |
| 7     | Кали Коппер       | Форвард / Защитник | США               | Вашингтон Мистикс                                     | Ратгерский университет         |
| 8     | Кортни Уильямс    | Защитник           | США               | Финикс Меркури                                        | Южно-Флоридский университет    |
| 9     | Тиффани Митчелл   | Защитник           | США               | Индиана Фивер                                         | Университет Южной Каролины     |
| 10    | Имани Бойетт      | Центровая          | США               | Чикаго Скай                                           | Техасский университет в Остине |
| 11    | Бриа Холмс        | Защитник           | США               | Атланта Дрим (право выбора от Миннесота Линкс)        | Университет Западной Виргинии  |
| 12    | Адут Булгак       | Центровая          | Кения             | Нью-Йорк Либерти                                      | Университет штата Флорида      |

## Второй раунд
| Выбор | Игрок           | Позиция   | Гражданство | Команда драфта                                                                    | Университет/ Бывшая команда                           |
| ----- | --------------- | --------- | ----------- | --------------------------------------------------------------------------------- | ----------------------------------------------------- |
| 13    | Рэйчел Холливей | Центровая | США         | Атланта Дрим (право выбора от Сан-Антонио Старз)                                  | Ратгерский университет                                |
| 14    | Джазмон Гватми  | Защитник  | США         | Миннесота Линкс (право выбора от Сиэтл Шторм; затем обменяна в Сан-Антонио Старз) | Университет Джеймса Мэдисона                          |
| 15    | Уитни Найт      | Форвард   | США         | Лос-Анджелес Спаркс (право выбора от Коннектикут Сан)                             | Флоридский университет побережья Мексиканского залива |
| 16    | Кортни Уокер    | Защитник  | США         | Атланта Дрим                                                                      | Техасский университет A&M                             |
| 17    | Джейми Вайснер  | Защитник  | Канада      | Коннектикут Сан (право выбора от Лос-Анджелес Спаркс)                             | Университет штата Орегон                              |
| 18    | Рут Хэмблин     | Центровая | Канада      | Даллас Уингз                                                                      | Университет штата Орегон                              |
| 19    | Лиа Галдейра    | Защитник  | США         | Вашингтон Мистикс                                                                 | Университет штата Вашингтон                           |
| 20    | Джиллиан Эллейн | Форвард   | США         | Финикс Меркури                                                                    | Орегонский университет                                |
| 21    | Брен Мосли      | Защитник  | США         | Индиана Фивер                                                                     | Мэрилендский университет в Колледж-Парке              |
| 22    | Башара Грейвс   | Форвард   | США         | Миннесота Линкс (право выбора от Чикаго Скай)                                     | Университет Теннесси                                  |
| 23    | Брианна Батлер  | Защитник  | США         | Лос-Анджелес Спаркс (право выбора от Коннектикут Сан через Миннесота Линкс)       | Сиракьюсский университет                              |
| 24    | Эмерист Элстон  | Защитник  | США         | Нью-Йорк Либерти                                                                  | Университет штата Огайо                               |

## Третий раунд
| Выбор | Игрок            | Позиция            | Гражданство    | Команда драфта      | Университет/ Бывшая команда                |
| ----- | ---------------- | ------------------ | -------------- | ------------------- | ------------------------------------------ |
| 25    | Бриттни Мартин   | Защитник           | США            | Сан-Антонио Старз   | Университет штата Оклахома в Стиллуотере   |
| 26    | Лекси Ридалч     | Защитник           | США            | Сиэтл Шторм         | Университет Бригама Янга                   |
| 27    | Алийя Хэндфорд   | Защитник           | США            | Коннектикут Сан     | Университет Сент-Джонс                     |
| 28    | Ния Джонсон      | Защитник           | США            | Атланта Дрим        | Бэйлорский университет                     |
| 29    | Талия Уолтон     | Защитник           | США            | Лос-Анджелес Спаркс | Вашингтонский университет                  |
| 30    | Шакена Ричардсон | Защитник           | США            | Даллас Уингз        | Университет Сетон-Холл                     |
| 31    | Даниджа Грант    | Защитник           | США            | Вашингтон Мистикс   | Университет Сент-Джонс                     |
| 32    | Найра Филдс      | Защитник           | Канада         | Финикс Меркури      | Калифорнийский университет в Лос-Анджелесе |
| 33    | Жюли Альмо       | Защитник           | Бельгия        | Индиана Фивер       | Касторс Брен                               |
| 34    | Джордан Джонс    | Защитник           | США            | Чикаго Скай         | Техасский университет A&M                  |
| 35    | Теми Фагбенле    | Форвард            | Великобритания | Миннесота Линкс     | Университет Южной Калифорнии               |
| 36    | Шакобия Барби    | Защитник / Форвард | США            | Нью-Йорк Либерти    | Университет Джорджии                       |